# Jennifer Carroll MacNeill

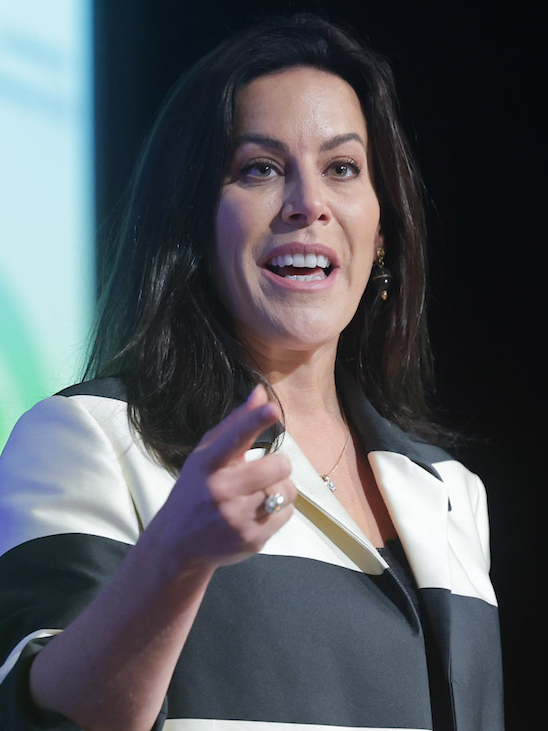
Jennifer Carroll MacNeill (2022)

Jennifer Carroll MacNeill (geborene: Jennifer Carroll, * 5. September 1980 in Dublin) ist eine irische Politikerin der Fine Gael (FG). Von 2022 bis 2025 versah sie das Amt der Staatsministerin im Finanzministerium, später auch Staatsministerin für Europäische Angelegenheiten. In der Regierung Martin II wurde sie Gesundheitsministerin.

## Leben
MacNeill studierte Wirtschafts- und Sozialwissenschaften am Trinity College Dublin. Sie arbeitete nach ihrem Abschluss 2002 als Rechtsanwältin (solicitor und barrister). Ihre Doktorarbeit wurde als beste im Jahre 2014 honoriert. Seit 2011 hatte sie in der Politikberatung in verschiedenen Ministerien mitgewirkt.
Im Mai 2019 wurde sie in den Dún Laoghaire–Rathdown County Council. Diese Position hielt sie aber für weniger als ein Jahr.
Bei den Wahlen am 8. Februar 2020 war sie für die Fine Gael im Wahlkreis Dún Laoghaire erstmals zum Mitglied (Teachta Dála) des Dáil Éireann, des Unterhauses des Parlaments (Oireachtas), gewählt.
Am 21. Dezember 2022 wurde sie zur Staatsministerin im Ministerium für Finanzen. 2024 wurde sie in der Regierung Harris zusätzlich Staatsministerin für Europäische Angelegenheiten.
Sie konnte bei den Wahlen zum Dáil Éireann 2024 ihren Sitz im Dáil Éireann verteidigen.

## Privates
Seit 2010 ist sie mit dem früheren Rugby-Spieler Hugo MacNeill (OBE) verheiratet, mit dem sie ein Kind hat.